# Vereeniging van Oud Kweekelingen
de Vereeniging van Oud Kweekelingen van de Kweekschool voor de Zeevaart, vaak afgekort als VOK of Vereniging Oud Kwekelingen is een in 1917 opgerichte vereniging.
De oorspronkelijke Kweekschool voor de Zeevaart kan overigens NIET vergeleken worden met een schippersinternaat: dergelijke internaten waren voor kinderen van (binnenvaart)schippers die op een schippersinternaat naar school gingen omdat de ouders op een schip woonden en zodoende er geen mogelijkheid voor de kinderen was om naar een (vaste) school te gaan. De kweekschool leidde jongens op tot stuurman op de grote vaart - het was niet relevant of de ouders varend waren of niet.

## Oprichting
Hoewel zeelieden in het algemeen al een zekere lotsverbondenheid tonen, wellicht ingegeven door de relatief grote risico's die er vroeger verbonden waren met de zeevaart, was er blijkens diverse anekdotes uit archieven een extra band tussen gewezen oud-kwekelingen. Uiteindelijk werden de statuten van een op te richten vereniging op 1 augustus 1917 goedgekeurd en was de oprichting een feit.

## Kweekschool
Oorspronkelijk waren alleen oud-kwekelingen van de Kweekschool voor de Zeevaart te Amsterdam gerechtigd lid te worden van de VOK. In de loop der jaren zijn er een paar keer voorstellen geweest om een ruimer toelatingsbeleid toe te passen en/of om de VOK te fuseren met de vereniging van leerlingen van de zeevaartschool van het zeemanshuis maar dit werd met ruime meerderheid verworpen: de leden stelden dat er geen enkele band was met de oud-leerlingen van die zeevaartschool.
Tot aan 1981, toen het bestuur opnieuw een dergelijk voorstel ter tafel bracht aangezien de beide opleidingen al in 1970 gefuseerd waren werd opnieuw afgewezen. In die periode was het echter niet meer een vereiste om op de kweekschool te hebben gezeten omdat die als zodanig niet meer bestond: er was nu een hogere beroepsopleiding (hbo) onder de naam Hogere Zeevaartschool en in het pand waar de Kweekschool was gevestigd konden studenten van genoemde opleiding werden kamers aangeboden aan de leerlingen van de hbo. Later moest de woonvoorziening ook aan andere studenten aangeboden kunnen worden en het was ook mogelijk om student te zijn van de zeevaartschool zonder op de kweekschool te wonen. Als toelatingseis geldt dan ook tegenwoordig dat het lid ofwel een maritieme studie aan de kweekschool voor de zeevaart heeft gevolgd of dat het lid -uit hoofde van een andere studie- gehuisvest is geweest op het internaat van de kweekschool.

## Opheffing Kweekschool
In 1970 zijn de Kweekschool voor de Zeevaart en de Zeevaartschool van het Zeemanshuis reeds gefuseerd en in de daarop volgende jaren vonden diverse ingrijpende wijzigingen plaats. In de jaren 1990 kon de Hogere Zeevaartschool te Amsterdam nog het meeste als de opvolger van de kweekschool worden gezien worden, al was dat een 'normale' hbo en was huisvesting in het internaat een optie waarbij het (zeer) strenge en spartaanse bestaan van het originele internaat niet meer van toepassing waren.
In 2000 werd de kweekschool echter permanent opgeheven en het pand verloor haar functie als opleidingsinstituut en internaat: het was verkocht en zou gesloopt worden door een project-ontwikkelaar.

## Sloop Kweekschool
Tot aan 2000 was het archief van de vereniging gehuisvest in een kamer van de kweekschool en werden de jaarlijkse leden-bijeenkomsten, de zogenaamde reünie, in het gebouw van de kweekschool gehouden. Hiertoe was er zelfs een reüniezaal. Het toenmalige bestuur van het internaat had de grote zaal reüniezaal genoemd omdat een groep van 366 oud-kwekelingen in 1914 een reünie hadden georganiseerd en daarbij een bedrag van Hfl. 6.500,- bijeen had gebracht voor de inrichting van de Recreatiezaal in het kort daarvoor verbouwde gebouw van de kweekschool. Als dank werd vervolgens deze zaal Reüniezaal genoemd. De reden om in 1914 een grote reünie te organiseren was vanwege het feit dat 100 jaar eerder, in 1814, de kweekschool heropend was na de Franse overheersing.
Deze reünie uit 1914 kan gezien worden als de informele oprichtingsdatum van de VOK, maar het uitbreken van de Eerste Wereldoorlog zorgde voor uitstel van de daadwerkelijke oprichting en pas in de zomer van 1917 zorgde een besluit van de toen aanwezige leden voor de formele oprichting van de vereniging.

Omdat in 2000 het bestaande gebouw van de kweekschool moest worden ontruimd moest de vereniging een nieuw onderkomen zoeken voor haar archief. Na het afwegen van diverse mogelijkheden werd er uiteindelijk gekozen voor het overdragen van het archief aan het Stadsarchief Amsterdam.
Ook moest er een oplossing gevonden worden voor een aantal andere emotionele zaken: het oefenschip Kaatje: een betonnen schip met masten op het binnenterrein van de Kweekschool alsmede het monument voor de gevallen oud-kwekelingen in oorlogstijd moesten plaats maken. Voor Kaatje werd een verhuizing naar Enkhuizen georganiseerd en het Monument staat nu op het Marine etablissement naast het scheepvaartmuseum.

### Monument
In 1949 werd, ter herdenking van de gevallenen tijdens de Tweede Wereldoorlog een monument opgericht op de binnenplaats van het internaat. Deze is in 2000 verhuisd naar een nieuwe plek op het marine etablissement.
Elk jaar wordt, voorafgaand aan de jaarlijkse reünie een krans gelegd om zo de oud-kwekelingen te herdenken die tijdens de oorlog gevallen zijn. Veel schepen waren tijdens de overgave van Nederland in mei 1940 en/of tijdens de capitulatie van Nederlands-Indië op volle zee. Veel koopvaardijschepen zijn de hele oorlog blijven varen, waarbij veel schepen vergaan zijn, vooral door toedoen van treffen met Japanners. Kort na de oorlog werd niet alleen genoemd monument opgericht, er werd ook een In Memoriam uitgegeven ter nagedachtenis aan de gevallen oud-kwekelingen.
In mei 2000 gaf de vereniging het boek: Belevenissen van oud-kwekelingen van de Kweekschool voor de Zeevaart varende in de Tweede Wereldoorlog. Bestuurslid Jan Tonkens, lid sinds 1939, had eind jaren 1990 geopperd om een dergelijk boek uit te geven en dat er haast geboden was omdat het aantal nog levende oud-kwekelingen die hierover konden vertellen door natuurlijk verloop (snel) afnam. Samen met toenmalig penningmeester Dik Roggeveen bezochten hij en Tonkens een 35 tal nog levende oud-kwekelingen en zijn hun verhalen gerangschikt naar rederij waarbij ook verhalen van kwekelingen die voeren voor de Gouvernementsmarine en de Koninklijke Marine opgenomen zijn.

## Mare Liberum
De vereniging heeft in de loop der jaren enkele neergangen en oplevingen meegemaakt. Omdat de aanwas van nieuwe leden aan het einde van de vorige eeuw erg stokte werd besloten om nauwer te gaan samenwerken met Mare Liberum. Mare Liberum was de studentenvereniging van actieve studenten van de Hogere Zeevaartschool. Midden jaren 1990 werd besloten om alle afstudeerders automatisch lid te maken van de VOK en ze de eerste twee jaar vrij te stellen van contributie. Sinds 2000 is er geen nieuwe aanwas meer omdat de opleiding is opgeheven en het voormalige internaat ook niet meer bestaat.
De studentenvereniging Mare Liberum, welke in 1945 was opgericht, is in 2000 opgeheven. Het archief van deze studentenvereniging is samengevoegd met die van de VOK en overgedragen aan het Stadsarchief Amsterdam.

## Structuur van de vereniging
De VOK is een volwaardig rechtspersoon en als vereniging ingeschreven in het register van de Kamer van Koophandel te Amsterdam. Hoewel er geen natuurlijke aanwas meer is kunnen oud-leerlingen van de Hogere Zeevaartschool dan wel oud-kwekelingen nog lid worden. De vereniging kent twee soorten leden, waarbij het enige verschil de manier van contributiebetaling is: leden kunnen jaarlijks hun contributie voldoen of ze kunnen eenmalig een vast bedrag storten en zijn dan lid voor het leven: de penningmeester stort betalingen van leden voor het leven in een fonds en voor elk (levend) lid wordt de jaarlijkse minimale contributie overgeboekt van dut fonds naar de lopende rekening. Het aantal leden was jarenlang vrij stabiel met een top in 1996 met 1401 leden. Door het gebrek aan aanwas neemt tegenwoordig het ledental langzaam af.
Naast leden kent het bestuur nog Voorstanders en Donateurs: Beide groepen zijn personen die niet voldoen aan de eisen om lid te mogen worden maar die de vereniging om een of andere reden een warm hart toedragen. Algemeen kan je zeggen dat voorstanders uitgenodigd worden door het bestuur en niet per se een financiële bijdrage hoeven te doen en donateurs hebben zichzelf aangemeld en betalen (minimaal) hetzelfde als een gewoon lid.
Tot de voorstanders worden bijna altijd de bestuursleden van het Vaderlandsch Fonds ter Aanmoediging van 's Lands Zeedienst uitgenodigd. Het Vaderlandsch Fonds is een eeuwenoude vereniging van -oorspronkelijk- rijke reders of handelaren die zorgden voor gelden voor de originele kweekschool voor de zeevaart. Het fonds geeft financiële ondersteuning aan leerlingen van maritieme opleidingen.
Een aantal leden is, na voordracht van het bestuur daartoe, benoemd tot ereleden. Vaak zijn dit leden die zich bijzonder verdienstelijk voor de vereniging hebben gemaakt.

## Activiteiten
De vereniging heeft een aantal taken en doelstellingen. Deze staan formeel in haar statuten en huishoudelijk reglement. De statuten zijn voor het laatst herzien in maart 2011. Samengevat komt het erop neer dat de vereniging tot doel heeft de contacten tussen voormalige kwekelingen en leerlingen die een maritieme hbo in Amsterdam hebben gevolgd te bevorderen. Ze organiseert daartoe een aantal activiteiten:

### Jaarlijkse reünie
In het midden van december van elk jaar de jaarreünie georganiseerd. Voorafgaand aan deze bijeenkomst wordt er een krans gelegd bij het monument, welke dus sinds 2000 op het terrein van de marine staat. De reünie bestaat verder uit een voordracht van een lid of een uitgenodigd derde persoon die een voordracht houdt over een onderwerp welke waarschijnlijk een groot aantal oud-kwekelingen zal interesseren. In een van de recente jaren was er bijvoorbeeld een voordracht over de bouwplannen van een nieuwe -grote- zeesluis bij IJmuiden.
Daarnaast is er de jaarvergadering waarbij de voorzitter, de secretaris en de penningmeester verslag uitbrengen van het voorbije verenigingsjaar. Hierbij wordt dan tevens de boekhouding goedgekeurd, een controlecommissie voor het komende jaar benoemd en worden zo nodig nieuwe bestuursleden gekozen of herkozen.
|Na afloop van de formaliteiten en de voordracht is er de gezamenlijke maaltijd: raasdonders. Er wordt altijd bruine bonen of kapucijners gegeten wat in de tijd dat het internaat nog bestond ten minste één keer per week werd gegeten. Als dessert is er zakkoek of poffert met stroop-saus gegeten. Leden die wegens gezondheid of gevorderde leeftijd de reünie niet (meer) kunnen bijwonen maar zich nog wel erg verbonden voelen kunnen het bestuur vragen om het toetje te laten bezorgen: als laatste punt van de vergadering worden zakkoek-koeriers gezocht: aanwezigen die aan leden bij hen in de buurt wonen een portie poffert te bezorgen.
In tegenstelling tot de strenge en spartaanse internaattijd wordt er bij de maaltijd drank geserveerd, en wordt er na afloop van de maaltijd ook nog uitgebreid gediscussieerd.

### Roeivereniging
Een aantal oud-kwekelingen is actief roeier. De vereniging is sponsor van de VOK Roeiploeg. De roeiploeg is begin jaren 1990 ontstaan en de sloep, de Kaatje, is eigendom van de VOK. Maar verder is de roeiploeg zeer zelfstandig binnen de vereniging.

### Golf
Jaarlijks organiseert de VOK de VOK Golfdag. Daarnaast speelt een aantal VOK leden, op eigen verantwoordelijkheid, regelmatig samen een partijtje golf.

### Motor en old-timers
Een aantal enthousiaste motorrijders organiseert een jaarlijkse toertocht onder de vlag van de vereniging.
Daarnaast zijn er oldtimer-enthousiasten die jaarlijks een oldtimerdag organiseren. Voor beide evenementen geldt dat het door leden van de vereniging wordt georganiseerd en dat de vereniging helpt door het bekend te maken via de publicaties van de vereniging.

### Speciale reünies
Incidenteel worden speciale bijeenkomsten georganiseerd. Elke 5 jaar wordt zodoende een lustrum georganiseerd. Elk jaar reserveert de penningmeester een bepaald bedrag voor het eerstvolgende lustrum.

## VOK Fondsen
De VOK kent een aantal fondsen met min of meer een eigen boekhouding. De fondsen die beheerd worden door de penningmeester van de vereniging zijn:
- Leden van het leven-fonds: Het is mogelijk om 'lid voor het leven' te worden. In plaats van elk jaar de jaarlijkse contributie te betalen kan een lid een eenmalige betaling doen. Deze gelden worden in een apart fonds gestort: het fonds deelt proportioneel mee in de beleggingsopbrengsten van de gehele vereniging. Ten gunste van het fonds komt dus een deel van de vermogens-groei van de vereniging (uiteraard alleen bij een positief beleggingsresultaat) en de eenmalige stortingen van (nieuwe) leden voor het leven.

Ten laste van het fonds komt elk jaar de contributie-afdracht van elk levend lid ter hoogte van de vastgestelde (minimale) contributie.
- Evenementen fonds: Ten behoeve van speciale evenementen, in de praktijk de speciale [extra] reünies bij elk lustrum. Afhankelijk van de financiële resultaten van de VOK wordt er jaarlijks een bedrag gereserveerd voor het evenementen-fonds

- Kaatjefonds: De roeisloep van de Roeiploeg is eigendom van de VOK. dagelijks onderhoud is voor de roeiploeg maar de VOK is verantwoordelijk voor een eventuele vervangingsinvestering.

Toen de kweekschool dan wel de zeevaartschool nog bestond was een doelstelling van de vereniging ook het zo nodig ondersteunen van studenten: zowel groepsgewijs als individueel konden bepaalde speciale faciliteiten door de vereniging beschikbaar gesteld worden. Omdat de opleidingen niet meer bestaan is deze activiteit niet meer van toepassing.
Ook was er een aantal jaar samenwerking met het Ouderkerkfonds een initiatief van oud-kwekeling kapitein Ouderkerk en opgericht in 1985. Leden konden via de VOK schenkingen doen aan dit Ouderkerk-fonds maar deze samenwerking is jaren geleden al beëindigd naar aanleiding van een besluit van de algemene ledenvergadering.

## Communicatie
De vereniging communiceert met haar leden op diverse manieren en publiceert daartoe een aantal uitgaven:

### Jaarboekje
De vereniging publiceert jaarlijks het formele jaarboekje. Deze uitgave wordt in het eerste kwartaal van elk jaar aan alle leden, voorstanders, donateurs en enkele andere personen en organisaties verzonden. Het jaarboekje bevat o.a. de verslagen van de jaarvergadering met daarin de verantwoording van de voorzitter en de secretaris. Daarnaast is het verslag van de penningmeester, samen met de balans en de verlies- en winstrekening opgenomen.
Ook bevat het jaarboekje de complete ledenlijst met alle namen, adressen, telefoonnummers van de leden samen met de zogenaamde JVI ofwel jaar van intrede: dit is het jaar waarop het lid op de kweekschool kwam.

### VOKabulaire
Naast het Jaarboekje publiceert de VOK het magazine VOKabulaire: drie keer per jaar wordt het blad aan alle leden verstuurd. De VOKabulaire bevat nieuws van de vereniging en relevante maritieme verhalen.

### Website
De vereniging onderhoudt een uitgebreide website. De website kan gebruikt worden voor actueel nieuws van de vereniging en biedt leden de mogelijkheid om zich op te geven voor evenementen als de motordag of oldtimertoertocht. De website heeft zijn eigen redactie, los van de redacties van het jaarboekje en/of VOKAbulaire.